# Великая Хвороща
Великая Хвороща (укр. Велика Хвороща) — село в Новокалиновской городской общине Самборского района Львовской области Украины.
Население по переписи 2001 года составляло 9 человек. Занимает площадь 0,29 км². Почтовый индекс — 81467. Телефонный код — 3236.